# Itame dealbaria
Itame dealbaria är en fjärilsart som beskrevs av Kolossow 1936. Itame dealbaria ingår i släktet Itame och familjen mätare. Inga underarter finns listade i Catalogue of Life.